# Doraemon
|  | Per a altres significats, vegeu «Doraemon (personatge)». |

Doraemon (ドラえもん, Doraemon, el gat còsmic a Catalunya i pronunciat en català oriental [doˈɾajmon] i [doɾaeˈmon] en valencià) és un manga creat i il·lustrat per Fujiko F. Fujio (藤子不二雄) sobre un gat robòtic que ve del futur per ajudar el desventurat Nobita Nobi a evitar que els seus descendents malvisquin a causa dels deutes que està a punt de contreure a la línia de temps original.
El còmic es va publicar del 1969 al 1996 en diverses revistes de l'editoral Shogakukan i compta amb diferents adaptacions animades i pel·lícules que l'han convertit en una de les franquícies amb major èxit internacional.
La sèrie fou adaptada per primera vegada a la televisió el 1973, i posteriorment amb una segona sèrie el 1979, que fou exportada a diferents països. A Catalunya, Doraemon es va emetre entre el febrer de 1994 i 2018, amb doblatge de Sik Estudio. Al País Valencià, es va emetre per RTVV primer, i posteriorment per À Punt. També va existir un doblatge per a les Illes Balears. A Catalunya i el País Valencià la sèrie s'ha emés amb el títol Doraemon, el gat còsmic, mentre que a IB3 Televisió s'emetia entre 2005 i 2009 amb el títol Doraemon, es moix còsmic.
A més, el canal de pagament Cartoon Network va emetre la sèrie en català (amb àudio proporcionat per TV3) per a tot l'Estat espanyol, utilitzant el sistema Dual, entre l'11 de setembre del 2003 i l'any 2004.

## Argument
El Nobita Nobi és un nen de cinquè curs que porta ulleres i viu a un barri de Tòquio. Un dia, un ésser estrany surt del calaix del seu escriptori: un robot 'rodó' i blau amb semblança a un gat (menys les orelles), que falla en el seu intent de presentar-se i intentar menjar-se el berenar d'en Nobita i torna a l'escriptori. El misteri es resol ràpidament. El rebesnet d'en Nobita viu al segle XXII i, a causa dels errors d'en Nobita, tota la família viu en la pobresa. Per corregir-ho, el descendent d'en Nobita envia el seu robot Doraemon al passat, per intentar evitar que en Nobita cometi tants errors. Això és una feina difícil, ja que en Nobita és el nen més feble i poc intel·ligent dels de la seva classe. En Doraemon tampoc és el més intel·ligent dels robots. Tanmateix té la butxaca quadridimensional, la qual conté tota classe d'interessants aparells del segle XXII i, amb ells, en Doraemon intenta salvar en Nobita del seu futur de pobresa i fracàs.

Les històries són bastant predictibles, però entretingudes. En Doraemon posseeix una butxaca quadridimensional d'on treu tot tipus d'aparells del futur. En Nobita, un mal atleta i mal estudiant, gandul i amenaçat (normalment per en Takeshi Gōda i en Suneo Honekawa) se'n va plorant cap a casa i demana a en Doraemon algun aparell per venjar-se o per arreglar els seus problemes en general. Tanmateix, en Nobita va massa lluny i es fica en problemes més grans quan en Doraemon no pot (o no vol) ajudar-lo.

## Personatges

### Personatges principals
- Doraemon: és el gat robot protagonista. De la seva butxaca pot treure tot tipus d'aparells. No té orelles.[10] Li encanten els pastissets de melmelada (originalment en japonès i a vegades en els nous doblatges anomenats doraiakis, dolços típics del Japó); d'aquí en surt el seu nom. Els ratolins li fan molta por, ja que se li van menjar les orelles. Té una germana anomenada Dorami.
- Nobita Nobi: és el coprotagonista. Feble i mal estudiant. Té molt mala vida a causa d'en Takeshi Gōda (Gegant), que sempre l'estomaca, i sempre se'n va plorant a cercar l'ajuda d'en Doraemon. Acaba fent servir els invents d'aquest per al seu propi ús, encara que al final els plans no li surten com ell s'espera. En el futur, ell i la Shizuka tindran un fill anomenat Nobisuke. En alguns capítols, de forma inesperada, treu un 100 a l'examen.
- Shizuka Minamoto: és la nena que li agrada a en Nobita. Es passa el dia banyant-se, i és una escena comuna veure en Nobita utilitzar algun aparell d'en Doraemon per espiar-la a la banyera. És l'única nena que apareix com a personatge principal a l'anime. Agrada a tots els nens, especialment a en Nobita, en Gegant (el sobrenom d'en Takeshi) i en Suneo. Està destinada a ser l'esposa d'en Nobita (en alguns episodis viatgen a través del temps i ho veuen), tot i que ella encara no ho sap. Té un cor gran i generós i es porta molt bé amb tothom. És molt bona estudiant; sempre obté les millors qualificacions, desafortunadament el seu futur espòs sempre obté zeros o, de vegades, notes baixes.
- Takeshi Gōda: és el ganàpia de la sèrie. És gran i fort, i a causa d'això sempre se n'aprofita dels altres i els pega. Els seus companys el coneixen amb el nom de Gegant. Ell i en Suneo sempre li fan la guitza a en Nobita; té molta enveja d'en Nobita i d'en Suneo per les coses que ells tenen (com ara còmics i joguines). Li encanta llegir manga i les seves notes són terribles, tot i que no tan dolentes com les d'en Nobita. Canta molt malament i obliga als nens del barri a escoltar els seus «concerts». Tanmateix, creu que la seva veu és extraordinària. La seva cançó preferida a la versió catalana de la sèrie és escarabat bum-bum. Té una germana petita anomenada Jaiko, que és dibuixant de còmics. També creu que cuina molt bé i sempre convida en Nobita i els altres a probar el seu estofat, que és horrorós.
- Suneo Honekawa: és el millor amic d'en Takeshi. És molt ric i presumit de les seves coses. Té moltes joguines, especialment cotxes teledirigits, els quals sap fer anar molt bé. En Gegant és el seu millor amic, però sempre s'ha de sotmetre als càstigs i amenaces que els exerceix igual que els altres nois. A vegades convida en Gegant i la Shizuka a viatges, i com que sempre deixa fora en Nobita, aquest demana ajuda a en Doraemon per a venjar-se'n.

### Personatges secundaris
- Jaiko Gōda: és la germana d'en Gegant. És dibuixant (però la qualitat dels seus còmics és força pèssima), i en Takeshi sovint demana ajuda a en Doraemon per acabar el manga que fa, o per donar-li consells o fotos que l'ajudin a dibuixar-lo. En Takeshi sempre la protegeix, i pega a tothom que no li agradin les seves obres. Principalment està destinada a casar-se amb en Nobita, i aquest necessitarà l'ajuda d'en Doraemon per evitar-ho.
- Hidetoshi Dekisugi: en Nobita té por que la Shizuka acabi enamorada d'ell, perquè és molt intel·ligent i bon esportista, es pot considerar el seu rival. A la versió balear (IB3) el seu cognom es va canviar per Dekigusu.
- Dorami: és la germana petita d'en Doraemon. El motiu pel qual conserva les orelles és perquè va mantenir les seves orelles lluny de les rates. És de color groc a diferència d'en Doraemon perquè ell va plorar tant que es va destenyir fins a obtenir el color blau tant característic seu. És molt semblant a en Doraemon. Na Dorami té totes les habilitats que té en Doraemon, incloent la butxaca quadridimensional. No viu amb en Nobita i en Doraemon, sinó que viu al segle XXII amb l'amo original d'en Doraemon. Al manga només apareix en algunes escenes.
- Mini-Doras: són els únics aparells d'en Doraemon amb vida. Són petites versions d'ell de diversos colors (groc, vermell, blau...). Només apareixen en capítols remarcats i alguns films, tot i que en un dels finals n'hi apareixien dos.

## El manga
Doraemon va ser publicat entre l'any 1969 i 1996 per Fujimoto Hiroshi i Motoo Abiko i es va publicar en diverses revistes mensuals de còmics de l'editorial Shogakukan. El 1977, Doraemon es va començar a publicar en la revista en què arribaria ser conegut: CoroCoro Comic. En total, el manga està recollit en 42 volums tankōbon.
A Catalunya, Planeta DeAgostini va publicar setmanalment entre el 1994 i 1995 15 números del còmic en català en format quadern de 32 pàgines.
Al 30 Manga Barcelona, Planeta Cómic va anunciar que editaria la publicació original en català en un format 3 en 1; és a dir, 15 volums.

## L'anime
La primera de les sèries d'animació va aparèixer el gener de 1973 de la mà de Nippon Television. Primerament es va emetre un episodi pilot, titulat Doraemon Mirai Kara Yattekuru (ドラえもんが未来からやってくる, El Doraemon ha vingut del futur), i de l'1 d'abril al 30 de setembre 26 episodis més, que estaven dividits en dues parts de 15 minuts cadascuna. A causa del tancament de l'estudi d'animació, Nippon Television Douga, gran part dels màsters originals de la sèrie es van vendre o destruir.
El segon anime, produït per Shin-Ei Animation, es va emetre el 1979 a TV Asahi i va durar fins al 2005 amb un total de 1.787 episodis. Al Japó, aquesta versió se la coneix com a la versió Ōyama, ja que l'actor que va posar la veu a Doraemon va ser Nobuyo Ōyama. Posteriorment, el 2005, Shin-Ei Animation va produir una nova versió de la sèrie d'animació que també va emetre TV Asahi, amb disseny de personatges i repartiment nous. Aquesta versió és coneguda com la versió Mizuta pel nou doblatge japonès de Doraemon, protagonitzat per Wasabi Mizuta.

### Doblatge de Doraemon en els territoris catalanoparlants
L'anime de Doraemon ha tingut tres doblatges diferents en llengua catalana: la corresponent a Televisió de Catalunya, la de la Televisió Valenciana (tant RTVV com a À Punt Mèdia), i la de la Televisió de les Illes Balears, cadascuna amb un doblatge amb la seva variant pròpia del català. La sèrie de 1979 va ser adquirida per Luk Internacional i emesa per primera vegada el febrer de 1994 a TV3.
Actualment, Doraemon es continua emetent en català per televisió i internet, i els cinemes estrenen les pel·lícules exclusivament en català a Catalunya i les Illes Balears. Coincidint amb l'estrena del llargmentratge Stand by Me i per a celebrar el seu vintè aniversari a Catalunya, el Club Super3 i Luk Internacional van organitzar una festa d'aniversari al parc de Catalunya en Miniatura el 7 de setembre de 2014.

## L'últim capítol de la sèrie
Per internet, hi ha molts rumors que parlen del final de la sèrie, però no n'existeix cap. Hiroshi Fujimoto va morir abans no es decidís el final i les persones involucrades, en memòria seva, varen decidir no acabar-la oficialment mai.
Tot i això, en la seva versió per a manga es varen arribar a publicar fins a tres finals no oficials:
- El primer es publicà al número de març de 1971 de la revista Shogaku 4-nensei. En Doraemon explicava que els viatgers del futur com ell estaven causant molts problemes, ja que modificaven el temps i, per tant, havia de tornar al futur. D'aquesta manera en Nobita i el gat s'acomiaden i en Doraemon torna al futur.
- Al número de març de 1972 de la revista Shogaku 4-nensei, en Doraemon ha de tornar al futur. Com que sap que en Nobita no deixarà que se'n vagi, s'inventa que té un problema mecànic i que ha de tornar al futur per a reparar-lo, d'aquesta manera el nen el deixarà anar-se'n. En Nobita s'ho creu i li promet que l'esperarà fins que arribi i estigui bé, però aleshores en Doraemon comprèn que en Nobita ja està preparat per a separar-se d'ell definitivament, de manera que li explica la veritat. En Nobita ho comprèn i en Doraemon torna al futur.

Aquests dos finals es varen crear perquè, en certa manera, s'entenia que els nens anaven creixent i que no podien deixar els seus personatges més estimats endarrere sense donar-los un final adequat.
El tercer final va aparèixer l'any següent (març de 1973) a la mateixa revista. Se suposa que aquest és el capítol planejat per al final de la sèrie de televisió, però a aquella època els creadors estaven massa ocupats amb altres creacions i no varen poder dur-lo a terme. Tanmateix, finalment en Doraemon va tornar en el següent número de la revista.
- En aquest últim episodi en Nobita torna a casa plorant, com sempre, perquè en Gegant l'ha pegat. En arribar, en Doraemon li explica que ha de tornar al futur, però en Nobita no ho pot acceptar i intenta que en Doraemon es quedi. Després de parlar-ho amb el gat i els pares, per fi accepta la marxa del seu amic. Van a fer un últim passeig pel parc i, en un moment donat, en Nobita està sol i es torna a trobar amb en Gegant; s'encaren, però aquest cop en Nobita no es rendeix fàcilment i lluita contra ell, perquè sap que és el que en Doraemon voldria que fes. Finalment, en Gegant el deixa guanyar la lluita, però, tot i això, en Nobita queda mal parat, de manera que en Doraemon el recull i el porta a casa. Allà en Nobita dorm tranquil·lament mentre en Doraemon, després de pensar-s'ho una mica, se'n torna al futur i el deixa descansant.

Existeix una llegenda urbana, que no és certa, que explica que els creadors tenien pensat com a final de la sèrie el retorn d'en Nobita a la vida real després d'un llarg somni, i s'adona que està ingressat en un hospital amb leucèmia i que totes les seves aventures amb en Doraemon i els seus amics han estat tan sols un somni inspirat en un gat blau de peluix que li han regalat. I també un altre relat en el qual a Doraemon se li acaba la bateria, i a Nobita li presenten l'opció de canviar-li, però perdria la memòria de totes les peripècies que han viscut junts, i llavors Nobita decideix deixar-lo com està i posar-se a estudiar amb gran interès per dedicar-se a la robòtica i en el futur ressuscitar el seu amic, aprenent així finalment Nobita el valor de l'esforç si és per sacrificar-se per l'amistat.

## Pel·lícules
Els llargmetratges animats de Doraemon són nombrosos i cada any se n'estrena un. Normalment segueixen els gèneres d'aventures i ciència-ficció, trencant amb les escenes quotidianes de la sèrie, i transportant els protagonistes a mons desconeguts o altres planetes. Algunes de les pel·lícules solen transmetre missatges sobre la importància d'alguns valors humanitaris i mediambientals.
| Núm. | Títol | Data d'estrena original | Data d'emissió en català | Editat en format domèstic |
| ---- | --- | ----------------------- | ------------------------ | ------------------------- |
| 1    | Doraemon: Nobita no Kyōryū (ドラえもんのび太の恐竜) | 15/03/1980              |                          |                           |
| 2    | Doraemon, Space Hero Doraemon Nobita no Uchū Kaitakushi (ドラえもんのび太の宇宙開拓史)                                                                          | 14/03/1981              |                          | 10/04/2012 (DVD)          |
| 3    | Doraemon i el món perdut (Doraemon: Nobita no Daimakyō;ドラえもんのび太の大魔境)                                                                                | 13/03/1982              | 30/09/2012 (TV3)         | 16/06/2010 (DVD)          |
| 4    | Doraemon Atlantis: El castell del mal Doraemon: Nobita no Kaitei Kiganjō (ドラえもん のび太の海底鬼岩城)                                                        | 12/03/1983              | 01/03/2014 (TV3)         | 02/03/2011 (DVD)          |
| 5    | Doraemon: Nobita no Makai Daibōken (ドラえもん: のび太の魔界大冒険)                                                                                             | 17/03/1984              |                          |                           |
| 6    | Doraemon: Nobita no Ritoru Sutā Wōzu (ドラえもん: のび太の宇宙小戦争)                                                                                           | 16/03/1985              |                          |                           |
| 7    | Doraemon: Nobita to Tetsujin Heidan (ドラえもん のび太と鉄人兵団)                                                                                               | 15/03/1986              |                          |                           |
| 8    | Doraemon i els cavallers emmascarats Doraemon: Nobita to Ryū no Kishi (ドラえもん のび太と竜の騎士)                                                             | 14/03/1987              |                          | 24/04/2007 (DVD)          |
| 9    | Doraemon i el viatge a la Xina del passat Doraemon: Nobita no Parareru Saiyūki (のび太のパラレル西遊記)                                                         | 12/03/1988              | 15/04/2014 (TV3)         | 20/11/2012 (DVD)          |
| 10   | Doraemon: Nobita no Nippon Tanjō (ドラえもん のび太の日本誕生)                                                                                                  | 11/03/1989              |                          |                           |
| 11   | Doraemon: Animal Planet Doraemon: Nobita to Animaru Puranetto (ドラえもん のび太とアニマル惑星)                                                                 | 10/03/1990              | 12/09/2010 (TV3)         | 07/05/2008 (DVD)          |
| 12   | Doraemon i les mil i una aventures Doraemon: Nobita no Dorabian Naito (ドラえもん のび太のドラビアンナイト)                                                     | 09/03/1991              | 15/06/2001 (cinema)      | 10/10/2001 (DVD)          |
| 13   | Doraemon i el misteri dels núvols Doraemon: Nobita to Kumo no Ōkoku (ドラえもん のび太と雲の王国)                                                               | 07/03/1992              |                          | 19/10/2004 (DVD)          |
| 14   | Doraemon i el secret del laberint Doraemon: Nobita to Buriki no Rabirinsu (ドラえもん のび太とブリキの迷宮)                                                     | 06/03/1993              | 03/01/2005 (TV3)         | 24/04/2002 (DVD)          |
| 15   | Doraemon: Nobita to Mugen Sankenshi (ドラえもん: のび太と夢幻三剣士)                                                                                            | 12/03/1994              |                          |                           |
| 16   | Doraemon: Nobita no Sōsei Nikki (ドラえもん のび太の創世日記)                                                                                                   | 04/03/1995              |                          |                           |
| 17   | Doraemon i el tren del temps Doraemon: Nobita to Ginga Ekusupuresu (ドラえもん: のび太と銀河超特急)                                                             | 02/03/1996              | 04/01/2007 (TV3)         | 14/10/2003 (DVD)          |
| 18   | Doraemon i la fàbrica de joguines Doraemon: Nobita no Nejimaki Shitī Bōkenki (ドラえもん のび太のねじ巻き都市冒険記)                                            | 08/03/1997              |                          | 25/10/2005 (DVD)          |
| 19   | Doraemon i els pirates dels Mars del Sud Doraemon: Nobita no Nankai Daibōken (ドラえもん のび太の南海大冒険)                                                    | 07/03/1998              | 30/08/2002 (cinema)      | 18/03/2003 (DVD)          |
| 20   | Doraemon, una odissea de l'espai Doraemon: Nobita no Uchū Hyōryūki (ドラえもん のび太の宇宙漂流記)                                                              | 06/03/1999              | 05/11/2011 (TV3)         | 03/06/2009 (DVD)          |
| 21   | Doraemon i l'imperi maia Doraemon: Nobita no Taiyōō Densetsu (ドラえもん のび太の太陽王伝説)                                                                    | 04/03/2000              | 29/08/2003 (cinema)      | 25/02/2004 (DVD)          |
| 22   | Doraemon al màgic món de les aus Doraemon: Nobita to Tsubasa no Yūsha-tachi (ドラえもん のび太と翼の勇者たち)                                                   | 10/03/2001              | 07/01/2010 (TV3)         | 25/10/2006 (DVD)          |
| 23   | Doraemon el gladiador Doraemon: Nobita to Robotto Kingudamu (ドラえもん のび太とロボット王国)                                                                   | 09/03/2002              | 27/08/2004 (cinema)      | 02/05/2005 (DVD)          |
| 24   | Doraemon i els déus del vent Doraemon: Nobita to Fushigi Kazetsukai (ドラえもん のび太とふしぎ風使い)                                                           | 08/03/2003              | 02/09/2005 (cinema)      | 22/03/2006 (DVD)          |
| 25   | Doraemon: Nobita no Wan-Nyan Jikūden (ドラえもん のび太のワンニャン時空伝)                                                                                      | 07/03/2004              |                          |                           |
| 26   | Doraemon i el petit dinosaure Doraemon: Nobita no Kyōryū 2006 (ドラえもん のび太の恐竜2006)                                                                     | 04/03/2006              | 10/10/2010 (TV3)         | 31/08/2007 (DVD)          |
| 27   | Doraemon i els set mags Doraemon: Nobita no Shin Makai Daibōken ~7-nin no Mahō Tsukai~ (ドラえもん のび太の新魔界大冒険 〜7人の魔法使い〜)                      | 10/03/2007              | 01/10/2011 (TV3)         | 26/11/2008 (DVD)          |
| 28   | Doraemon i el regne d'en Kibo Doraemon: Nobita to Midori no Kyojinden (ドラえもん のび太と緑の巨人伝)                                                           | 08/03/2008              | 16/09/2012 (TV3)         | 11/11/2009 (DVD)          |
| 29   | Doraemon The Hero: Pioners de l'espai Doraemon: Shin Nobita No Uchu Kaitakushi (ドラえもん 新・のび太の宇宙開拓史)                                              | 07/03/2009              | 22/03/2014 (TV3)         | 03/10/2010 (DVD)          |
| 30   | Doraemon: La llegenda de les sirenes Doraemon: Nobita no Ningyo Daikaisen (ドラえもん のび太の人魚大海戦)                                                       | 06/03/2010              | 14/04/2014 (TV3)         | 25/10/2011 (DVD)          |
| 31   | Doraemon i la revolució dels robots Doraemon: Shin Nobita to Tetsujin Heidan ~Habatake Tenshi Tachi~ (ドラえもん 新・のび太と鉄人兵団 ～はばたけ 天使たち～)    | 05/03/2011              | 27/03/2016 (TV3)         | 16/04/2013 (DVD)          |
| 32   | Doraemon a la recerca de l'escarabat daurat Doraemon: Nobita to Kiseki no Shima 〜Animaru Adobenchā〜 (ドラえもん のび太と奇跡の島 ～アニマル アドベンチャー～) | 03/03/2012              |                          | 03/07/2015 (Digital)      |
| 33   | Doraemon i Nobita Holmes al misteriós Museu del Futur Doraemon: Nobita no Himitsu Dōgu Museum (ドラえもん のび太のひみつ道具博物館)                             | 09/03/2013              | 31/10/2013 (cinema)      |                           |
| 34   | Doraemon al regne dels gossos Doraemon: Shin Nobita no Daimakyo ~Peko to 5-nin no Tankentai~ (ドラえもん 新・のび太の大魔境〜ペコと5人の探検隊〜)               | 08/03/2014              | 28/01/2018 (TV3)         | 31/05/2017 (Blu-ray, DVD) |
| 35   | Doraemon: Nobita no Space Heroes (ドラえもん のび太の宇宙英雄記（スペースヒーローズ))                                                                           | 07/03/2015              |                          |                           |
| 36   | Doraemon: Shin Nobita no Nippon Tanjō (ドラえもん 新・のび太の日本誕生)                                                                                         | 05/03/2016              |                          |                           |
| 37   | Doraemon: Nobita no Nankyoku Kachikōchi Dai Bōken (ドラえもん のび太の南極カチコチ大冒険)                                                                       | 04/03/2017              |                          |                           |
| 38   | Doraemon: Nobita no Takarajima (ドラえもん のび太の宝島) | 03/03/2018              |                          |                           |
| 39   | Doraemon: Nobita no Getsumen Tansa-ki (ドラえもん のび太の月面探査記)                                                                                           | 01/03/2019              |                          |                           |
| 40   | Doraemon: El nou dinosaure d'en Nobita (ドラえもん のび太の新恐竜)                                                                                              | 07/08/2020              | 10/11/2023 (cinema)      |                           |
| 41   | Doraemon: Nobita no Ritoru Sutā Wōzu 2021 (ドラえもん のび太宇宙小戦争2021)                                                                                     | 04/03/2022              |                          |                           |
| 42   | Doraemon: Nobita to Sora no Utopia (映画ドラえもん: のび太と 空の)                                                                                              | 03/03/2023              |                          |                           |
| 43   | Doraemon: Nobita no Chikyū Shinfonī (映画ドラえもん:のび太の地球)                                                                                               | ??/03/2024              |                          |                           |
| -    | Stand by Me Doraemon | 08/08/2014              | 19/12/2014 (cinema)      | 14/10/2015 (Blu-ray, DVD) |
| -    | Stand by Me Doraemon 2 | 20/11/2020              |                          |                           |

## Rebuda

### Crítiques positives

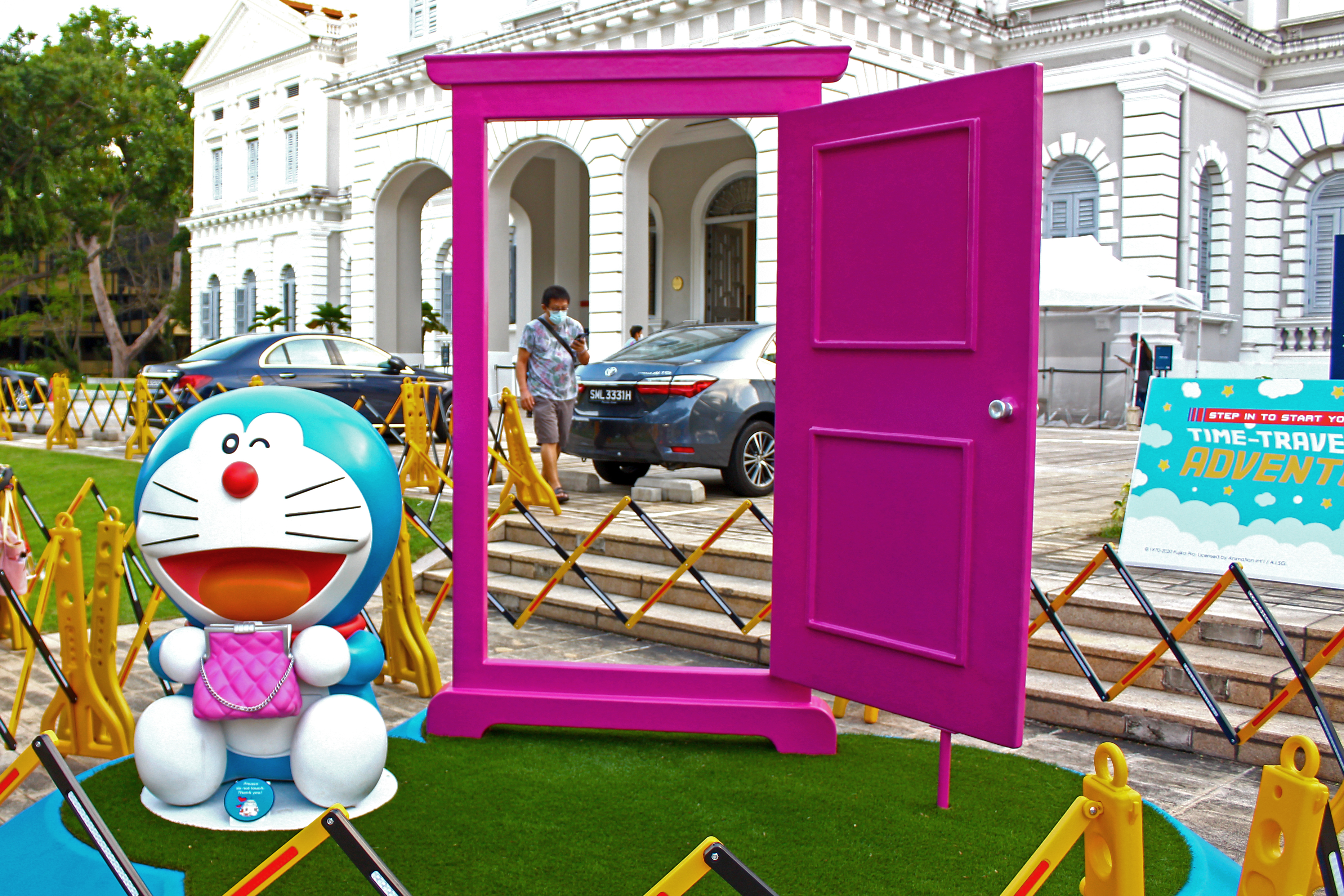
Doraemon al Museu Nacional de Singapur.

Doraemon ha tingut l'admiració dels crítics i actualment és una franquícia d'èxit internacional. Ha guanyat diferents premis i guardons, inclosos els de l'Associació de Dibuixants de Còmic del Japó (漫画家協会賞) el 1973 i 1994, el premi de manga Shōgakukan per a millor còmic infantil el 1982, i el premi cultural Osamu Tezuka (手塚治虫文化賞) el 1997. El còmic ha venut més de 250 milions d'exemplars arreu del món, convertint-se així en un dels mangues més venuts de la història. L'Agència d'Afers Culturals del Japó també ha guardonat l'anime amb el premi a la millor sèrie de televisió el 1984, 1985, 1988 i 1989.
El personatge de Doraemon és una icona cultural japonesa i el 2008 va ser nomenat el primer «ambaixador anime» pel Ministeri d'Afers Exeriors del Japó.

### Crítiques negatives
Una anàlisi feta per un tuitaire, verificat per un periodista, considerà que la sèrie és poc apta per al públic infantil per les males morals que transmet.
A Bangladesh fou prohibida pel govern el 2013, després de la negativa opinió dels pares. Els motius principals de la prohibició foren que el doblatge era en hindi en compte d'estar en bengalí. Una investigació del 2014 trobà els motius del rebuig per part dels pares:
- Excessiva mostra del personatge principal.
- Mal exemple per part del personatge principal.
- L'idioma del doblatge.

A l'Índia i el Pakistan hi hagué moviments a favor de prohibir l'emissió de l'anime el 2016.